# 岡本耕造
岡本 耕造（おかもと こうぞう、1908年11月10日 - 1993年2月24日）は、病理学者。京都大学名誉教授、近畿大学名誉教授。

## 経歴
富山県出身。第四高等学校 (旧制)を経て、1931年京都帝国大学医学部医学科卒業。清野謙次の弟子として京大病理学教室に入った。1935年2月1日付で、歩兵第7連隊幹部候補生として応召、同年12月復職。1938年3月3日、ドイツ語論文「組織鉄に関する研究」で医学博士号取得。
京大講師在任中の1938年春、清野と医学部長戸田正三の説得でやむなく関東軍防疫給水部本部（731部隊）に参加。第一部第六課岡本班で病理研究に従事した。極東国際軍事裁判で戦犯として訴追された。
戦後、兵庫県立神戸医科大学教授、東北大学教授を歴任。1956年京都大学教授、1968年同医学部長。1972年退官、近畿大学医学部教授、のち医学部長。京都大学名誉教授、近畿大学名誉教授。
「糖尿病の実験病理学的研究」で1962年度日本医師会医学賞。「高血圧および脳卒中のモデル動物の生成とその応用研究」で1972年日本学士院賞、1978年第19回藤原賞。1980年勲一等瑞宝章。1990年、The CIBA Award、第8回京都府文化賞特別功労賞。

## 著書
- 『糖尿病の実験病理学』1951年[7]
- 共著『顕微鏡的組織化学』1955年[7]
- 共著『内分泌腺の組織化学』1958年[7]